# Виллер-Сен-Кристоф
Вилле́р-Сен-Кристо́ф (фр. Villers-Saint-Christophe) — коммуна во Франции, находится в регионе Пикардия. Департамент коммуны — Эна. Входит в состав кантона Рибмон. Округ коммуны — Сен-Кантен.
Код INSEE коммуны — 02815.

## Население
Население коммуны на 2010 год составляло 472 человека.
| 1962 | 1968 | 1975 | 1982 | 1990 | 1999 | 2010 |
| ---- | ---- | ---- | ---- | ---- | ---- | ---- |
| 422  | 398  | 387  | 437  | 430  | 439  | 472  |

## Экономика
В 2010 году среди 302 человек трудоспособного возраста (15—64 лет) 221 были экономически активными, 81 — неактивными (показатель активности — 73,2 %, в 1999 году было 74,2 %). Из 221 активных жителей работали 193 человека (93 мужчины и 100 женщин), безработных было 28 (17 мужчин и 11 женщин). Среди 81 неактивных 18 человек были учениками или студентами, 37 — пенсионерами, 26 были неактивными по другим причинам.